# یواس‌اس مارگارت (اس‌پی-۵۲۴)
یواس‌اس مارگارت (اس‌پی-۵۲۴) (به انگلیسی: USS Margaret (SP-524)) یک کشتی بود که طول آن 145’ بود. این کشتی در سال ۱۹۱۳ ساخته شد.